# 菲利普·比爾登
菲利普·M·比爾登（Philip M. Bilden，1964年—），曾经担任美国军事情报官员和一个私募基金公司的高管。他在亚洲，特别是在中国，有着丰富的经历。他於2017年1月25日被美国总统唐納·川普提名为美国海军部长。2017年2月26日，比爾登宣佈放棄提名。
比尔登在1986年到1996年在美国陆军预备役任情报官员。退役后与商业伙伴共同创立了HarbourVest全球私募基金公司。其业务主要在香港和亚洲地区的其它地方。被提名為海軍部長的不久前，他從公司退休。比尔登是美国海军学院基金会会长和海军战争学院基金会董事。他还兼任该学院网络冲突研究中心负责人。